# Comostola iodioides
Comostola iodioides là một loài bướm đêm trong họ Geometridae.